# 锗化镁
锗化镁是镁的锗化物，化学式 Mg2Ge。

## 制备
锗化镁可以由锗和镁直接反应而成。
{\displaystyle {\ce {2 Mg + Ge -> Mg2Ge}}}

## 性质及用途
锗化镁是一种深灰色固体，几乎不溶于水。在潮湿环境下，锗化镁会有甲锗烷的气味。它的晶体结构为反萤石结构。它与盐酸反应，形成锗烷。
它可用于制备纳米锗材料或纳米锗复合材料：
Mg2Ge + SnCl4 → Sn + Ge + 2MgCl2